# Amphitretus
Amphitretus Hoyle, 1885 è un genere di molluschi cefalopodi appartenente all'ordine degli Octopoda. È l'unico genere della sottofamiglia Amphitretinae.

## Descrizione
Il genere comprende ottopodi dal corpo di consistenza gelatinosa, con scarsa componente muscolare, trasparenti. Sono caratterizzati da una singola fila di ventose su ogni braccio (disposizione uniseriale) tranne che sulla punta oltre la membrana interbrachiale dove diventano biseriate. Gli occhi hanno forma tubulare, sono telescopici e rivolti verso l'alto. Il mantello è fuso con l'imbuto e ha solo due aperture laterali.
Le dimensioni arrivano a 30 cm di lunghezza totale, il mantello arriva a 10 cm.

## Distribuzione e habitat
Il genere ha una distribuzione cosmopolita essendo presente in tutti i mari e gli oceani. nelle fasce tropicali e subtropicali.
Sono ottopodi mesopelagici catturati tra la superficie e 2000 metri di profondità, sempre in corrispondenza di acque molto profonde.

## Biologia
Quasi ignota. Si crede che le femmine incubino le uova trattenendole tra le braccia.

## Tassonomia
Il genere comprende due specie:
- Amphitretus pelagicus Hoyle, 1885
- Amphitretus thielei G. C. Robson, 1930